# Marie von Ebner-Eschenbach
Marie von Ebner-Eschenbach (n. el 13 de setembre del 1830 al castell de Zdislavice a la propera de Kroměříž a Moràvia; m. el 12 de març del 1916 a Viena) fou una escriptora austríaca del Realisme. Amb ironia i un humor amable, descriu la vida de l'aristocràcia, la petita burgesia i el món camperol de Moràvia. La seva narrativa psicològica és considerada una de les més importants de la literatura austríaca de parla alemanya.

## Biografia
Marie von Ebner-Eschenbach, nascuda a la família noble Dubský, duquessa des del 1843, fou la filla del baró Franz Dubský, duc Dubský des del 1843, i de la seva dona, la baronessa Marie von Vockel. Per via paterna, tenia arrels bohèmies i catòliques; per la línia materna tenia arrels saxones i protestants. Va tenir sis germans.
Les seves primeres obres són dramàtiques, inspirades en Schiller. Maria Stuart in Schottland (Maria Estuard a Escòcia) va ser la primera obra que publicà. Més endavant es va orientar cap al gènere narratiu i després de la publicació de la novel·la curta Lotti die Uhrmacherin (Lotti, la rellotgera), el 1880, les portes de les editorials es van obrir per a l'autora. El 1887 aparegué la novel·la Das Gemeindekind (El nen de la comunitat), que sempre s'ha considerat important per a la literatura. La novel·la tracta de les tensions entre optimisme i pessimisme. Marie von Ebner-Eschenbach esdevingué tan cèlebre que els seus 70è i 80è aniversari foren grans festivitats a Àustria i Alemanya.
Tota la vida l'autora lluità contra els pensaments «normals» del seu temps i reclamà que les dones estiguessin actives. No va escriure per a guanyar-se la vida sinó per a canviar la societat amb inspiració i convicció. Des del 1890 havia trobat el seu estil dramàtic per a les novel·les, que contenen molts diàlegs. Les obres Ohne Liebe (Sense amor) i Am Ende (A la fi) foren grans èxits a Berlín i Viena. El 1898 rebé distincions importants de l'estat austrohongarès i el 1900 esdevingué la primera doctora honoris causa de la Universitat de Viena.
El seu marit va morir el 1898. Després Marie von Ebner-Eschenbach va viatjar repetides vegades a Itàlia i publicà el 1906 les seves memòries sota el títol Meine Kinderjahre (La meva infància).

## Obra
- Aus Franzensbad. Leipzig: Lorck, 1858.
- Maria Stuart in Schottland. Teatre. Viena: Ludwig Mayer, 1860.
- Das Veilchen. Teatre. Viena: Wallishausser, 1861.
- Marie Roland. Teatre. Viena: Wallishausser, 1867.
- Doktor Ritter. Poema dramàtic. Viena: Jasper, 1869.
- Die Prinzessin von Banalien. Conte. Viena: Rosner, 1872.
- Das Waldfräulein, 1873.
- Božena. Novel·la. Stuttgart: Cotta, 1876.
- Die Freiherren von Gemperlein. Conte. 1878.
- Lotti, die Uhrmacherin, a "Deutsche Rundschau", 1880.
- Aphorismen. Berlín: Franz Ebhardt, 1880.
- Dorf- und Schloßgeschichten. Contes. 1883 (inclou Krambambuli).
- Zwei Comtessen. Contes. Berlín: Franz Ebhardt, 1885.
- Neue Dorf- und Schloßgeschichten. Contes. Berlín: Paetel, 1886.
- Das Gemeindekind. Novel·la. 1887.
- Unsühnbar. Conte. Berlín: Paetel, 1890.
- Drei Novellen. Novel·letes. 1892.
- Glaubenslos?. Conte. Berlín: Paetel, 1893.
- Das Schädliche. Die Totenwacht. Dos contes. Berlín: Paetel, 1894.
- Rittmeister Brand. Bertram Vogelweid. Dos Contes. Berlín: Paetel, 1896.
- Alte Schule. Contes. Berlín: Paetel, 1897.
- Am Ende. Teatre. Berlín: Bloch, 1897.
- Aus Spätherbsttagen. Contes. Berlín: Paetel, 1901 (inclou Die Spitzin).
- Agave. Novel·la. Berlín: Paetel, 1903.
- Die unbesiegbare Macht. Dos contes. Berlín: Paetel, 1905.
- Meine Kinderjahre. Esquitxes biogràfiques. Berlín: Paetel, 1906.
- Altweibersommer. Berlín: Paetel, 1909.